# Adolf Johann I, Conte de Palatin-Kleeburg

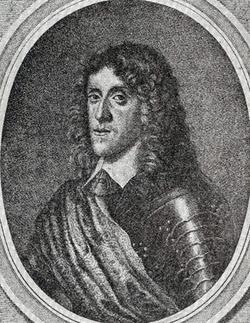
Adolf Johann I, Conte de Palatin-Zweibrücken-Kleeburg în jurul anului 1660

Adolf Johann I, Conte de Palatin-Zweibrücken-Kleeburg  (n. 11 octombrie 1629, Castelul Stegeborg – d. 14 octombrie 1689 ebenda) a fost un mareșal suedez, Duce de Stegeborg și de Palatin-Kleeburg.

## Viață
El a fost fiul lui Johann Kasimir de Palatin-Zweibrücken-Kleeburg (1589–1652) și a Katharinei Wasa.

## Urmași
Adolf Johann s-a căsătorit în anul 1649 cu Elsa Beata Persdotter Brahe (1629–1653), fiica lui Pietari Brahe. 1653 se năștea fiul său Gustav Adolf. Moare însă câteva luni mai târziu.
După moartea lui se căsătorește în anul 1661 cu Else Elisabeth Nielsdotter Brahe, fiica generalului Nils Brahe. Cu ea  va avea următorii copii:
- Katharina (n. 30 noiembrie 1661 - d. 6 mai 1720), s-a căsătorit cu Graf Kristofer Gyllenstierna.
- Maria Elisabet (1663–1748), s-a căsătorit cu Christian Gottlob de Gersdorff
- Karl Johannes (*n./d. 1664)
- Johann Casimir (1665–1666)
- Adolf Johann der Jüngere (n. 23 august 1666 - d. 27 aprilie 1701, Castelul Lais, Livland (Laiuse, Estonia)).
- Gustav Kasimir (1667–1669)
- Christiane Magdalena (1669–1670)
- Gustav Samuel Leopold (1670–1731), Duce Paltin de Zweibrücken
- necunoscut (n./d. 1671)